# 堺村 (岡山県)
堺村（さかいそん）は、岡山県小田郡にあった村。現在の井原市の一部にあたる。

## 地理
吉備高原の最南端に位置していた。

## 歴史
- 1889年（明治22年）6月1日、町村制の施行により、小田郡黒木村、星田村、西水砂村が合併して村制施行し、富成村（とみなりそん）が発足[3][4]。旧村名を継承した黒木、星田、西水砂の3大字を編成[4]。
- 1890年（明治23年）6月5日、富成村が堺村に改称[1][2]。
- 1905年（明治38年）青年団設立[2]。
- 1912年（明治45年）堺村信用販売購買利用組合設立[2]。
- 1916年（大正5年）養蚕組合設立[2]。
- 1919年（大正8年）済世禁酒会設立[2]。
- 1920年（大正9年）堺村婦人会設立[2]。
- 1941年（昭和16年）大日本青年団・婦人会設立[2]。
- 1954年（昭和29年）6月1日、小田郡美山村・宇戸村、川上郡日里村と合併し、町制施行し美星町を新設して廃止された[1][2]。合併後、美星町大字宇黒木・星田・西水砂となる[2]。

## 産業
- 農業、養蚕[2]

## 教育
- 1947年（昭和22年）美星中学校堺校舎設立[2]。
- 1948年（昭和23年）県立第一矢掛高等学校美星分校設立[2]。1952年（昭和27年）町立美星高等学校開校[2]。